# Rosa Serrano
 (septembre 2023).
Rosa Serrano i Llàcer (Paiporta, 5 juin 1945) est une écrivaine valencienne de fiction pour enfants, traductrice et éditrice, qui s'est distinguée par son engagement culturel en faveur de la langue catalane. Elle a d'abord été publiée sous le pseudonyme de Blanca Cassany.

## Œuvre
Rosa Serrano a écrit les œuvres suivantes :
- La paraula és una aventura (1981)
- Hola i adéu, Júlia (1985)
- Ma casa (1985)
- David està malalt (1988)
- Noves lectures de les Rondalles d'Enric Valor (1989)
- Viatge (1990)
- La domadora de somnis (1990)
- Papers secrets (1991)
- Amanida de bruixes (1994)
- El vell mariner (1999)
- Paraules de vidre (2000)
- Converses amb un senyor escriptor (1995)
- Les petjades del temps (Balandra, 2019)